# (1197) Rhodesia
(1197) Rhodesia es un asteroide perteneciente al cinturón de asteroides que orbita entre Marte y Júpiter con un periodo orbital de 4,91 años. Su nombre hace referencia a la República de Rodesia, un antiguo Estado del sur de África que en la actualidad se denomina Zimbabue.
Fue descubierto el 9 de junio de 1931 por Cyril V. Jackson desde el Observatorio Union en Johannesburgo, Sudáfrica.